# バイオハザードIV アフターライフ
『バイオハザードIV アフターライフ』（バイオハザードフォー アフターライフ、原題：Resident Evil: Afterlife）は、2010年のホラーアクション映画。3D上映も行われた。PG12指定。サブタイトルの「アフターライフ」はあの世、死後の世界を意味する。

## 概要
バイオハザードシリーズとしては2007年公開の『バイオハザードIII』より、約3年振りとなる。
『バイオハザード』(以降、『I』)以来のポール・W・S・アンダーソンが久々に監督を務める。前作『III』から1年後の世界であり、東京都渋谷、アラスカ、ロサンゼルス（撮影場所はトロント）を主な舞台とし、アンブレラ社幹部の一人アルバート・ウェスカーとアリスと仲間、生存者達との戦いが描かれる。
監督のポール・W・S・アンダーソンは、本作の制作にあたって、公開当時の原作ゲームのナンバリングタイトル最新作である『バイオハザード5』から非常に強い影響を受けていると語っており、本作に登場する原作ゲームキャラクターのアルバート・ウェスカーとクリス・レッドフィールドが、同ゲームと同じ動きをする場面が存在したり、クリーチャーとして『5』から「処刑マジニ」、「アジュレ」、そして「マジニ」の特徴を踏襲したアンデッドが登場する。また、処刑マジニが原作同様、門を断頭斧で破壊して建物に侵入してくる演出や、ウェスカーとの戦いの舞台が船内であるなど、舞台設計や演出にも原作『5』からのオマージュ要素が多い。
アクションシーンでは前作までと比べるとスローモーションを多用している。
IMAX 3Dと3Dは日本語吹き替え版と字幕スーパー版で、2Dは字幕版のみで今作はシリーズ初の吹き替え上映を行った。

## ストーリー
前作より3年前。T-ウイルスは世界中に蔓延し、遂に太平洋を超え、東京でも感染者が出た。そしてそこから、世界滅亡のカウントダウンが始まった。
それから4年後（前作から1年後）の12月某日。アンブレラ社は東京・渋谷の地下に巨大要塞を築き、アルバート･ウェスカー議長の指示の下で、T-ウイルスの研究、実験を繰り返していた。その地下要塞を、アリスが自身のクローンたちと共に襲撃。地下要塞は壊滅的なダメージを受ける。
ウェスカーは地下要塞をあっさり見限りオスプレイで一人逃亡、予め仕掛けていた特殊爆弾を爆破する。クローンアリスもろとも、渋谷周辺は地下要塞ごと消滅した。ウェスカーは勝利を確信するが、オリジナルのアリスは生き延びてウェスカーと同じオスプレイの中にいた。アリスはウェスカーを追い詰めるが、ウェスカーに血清を打たれ、能力を失ってしまい、さらにオスプレイが富士山に墜落し、ウェスカーを取り逃がしてしまう。
それから半年後の翌年5月3日、アリスはアラスカにあるという感染が及んでいない安息の地「アルカディア」を訪れていた。しかし、指定された地点には人々の姿はなく、アリスは落胆する。その時、アリスを一人の女が襲撃。アリスは苦しめられながらもその女を倒すが、なんとその女は先にアルカディアに向かったはずの仲間、クレア･レッドフィールドだった。クレアの胸には蜘蛛型の奇妙なデバイスが付いており、アリスはそれを除去。ほどなく意識を取り戻したクレアは記憶喪失になっており、自分の名前さえ覚えていなかった。
翌日、アリスとクレアは他の生存者を求め、飛行機でロサンゼルスに向かった。すると、おびただしい数のアンデッドに囲まれた刑務所の屋上に生存者を発見し、そこに着陸する。アリス達は生存者達から、アルカディアは地名ではなくロス沖に停泊している船の名前だと教えられる。何とか海上のアルカディアに向かわなければならないが、アリス達が乗って来た小型飛行機では全員は脱出できない。
しかし、刑務所からの脱出方法を知っている男が一人だけいた。その男の名はクリス・レッドフィールド。クリスはアンデッドと闘う特殊部隊だったが僅かに生き残った生存者に囚人と間違われて監禁されてしまう。アリスは脱出の手段を知っているクリスを解放。クリスは解放されクレアは自分の妹だと言うが記憶の無いクレアは拒絶してしまう。クリスの指示で刑務所からの脱出を図るが、すぐ背後に大勢のアンデッドやマジニが襲い掛かる。

## キャスト
バイオハザードシリーズの登場人物も併せて参照のこと。

### 主要人物
アリス・アバーナシー（Alice）
演：ミラ・ジョヴォヴィッチ
主人公。元アンブレラ社特殊部隊員。前作ではアンブレラ社によって注入されたT-ウイルスを細胞レベルで取り込んだことで超人的な身体能力とテレキネシスを得るが、本作ではアンブレラ社が密かに発明したT-ウイルス中和剤をウェスカーによって投与され、超能力などの常人離れした能力を失ってしまう。ただし、本人はこの状態が嫌であったようで、ウェスカーに常人離れした自分を人間に戻してくれたと感謝すらしている。
アンブレラ社東京本部の襲撃に失敗し、宿敵ウェスカーを取り逃がした後は、日本で入手した小型飛行機に乗って、前作で仲間のクレア達が向かったアラスカの安息の地「アルカディア」へと旅立つ。しかし、そこに安息の地「アルカディア」は無く、代わりに先に旅立った仲間のクレアと思いがけない再会を果たす。
記憶を失ったクレアと共に他の生存者を探して、小型飛行機でアラスカから太平洋沿いに移動し、ロサンゼルスの町に通りかかった所で、アンデッドが群がる刑務所を発見する。そこに助けを求める生存者の姿があったため、刑務所の屋上に着陸した。そこで刑務所内にいた生存者達に、安息の地アルカディアがアラスカではなく、ロサンゼルスの海上に停泊している船であることを聞かされて、生存者達と共に脱出方法を模索する。
紆余曲折の末にアルカディアに到着後は、宿敵ウェスカーと再会する。そこでアルカディア号は、ウェスカーがアリスを捕食するために用意した罠であり、まんまと誘い込まれてしまったことを知るが、「私はメニューに載っていない」と一蹴して、クリスとクレアと共にウェスカーと戦いを繰り広げる。そしてウェスカーを退けたかに見えたが、ウェスカーはベネットを捕食して復活を果たして逃亡を図る。しかし、アリスのクローン達がアンブレラ社東京本部で食らった爆弾がアルカディア号にも置いてあることを事前に察知していたアリスは、これをウェスカーの逃亡用のオスプレイに隠しており、これによってウェスカーを完全に撃退した。
本作では過去作までに見せていた心の弱さなどは、ほとんど無くなっており、笑顔などは見せつつも少しだけシニカルな性格になっている。また、超能力は映画の冒頭でT-ウイルスの中和剤を打たれたことで失ったが、戦闘能力の高さはこれまでの戦いの経験から未だ健在。だが、背後からウェスカーを襲うも返り討ちにされたり、処刑マジニには横の動きに全く対応できず、渾身の一撃を食らい、壁に叩きつけられて失神させられたり、マジニに襲われたクリスタルを救出できなかったりと不覚を取ってしまう場面もある。
クレア・レッドフィールド（Claire Redfield）
演：アリ・ラーター
前作で人類の生き残りチーム「クレア車団」を率いていた美しき女戦士。前作の後、仲間たちと共にアラスカの安息の地「アルカディア」に向かったはずだったが、その実態はアンブレラが所有する研究船のことであり、生存者を捕らえるための罠だった。待ち構えていたアンブレラ社にKマートら他の生存者たちは胸に特殊なデバイスを取り付けられた後、実験素体としてアルカディアへ連行されてしまった。クレアも油断していたところを羽交い締めにされ、必死に抵抗するも多勢に無勢で、胸にスカラベと呼ばれるインプラントデバイスを無理矢理装着されたものの逃げ出す。アリスがアラスカに到着した際には完全にデバイスに洗脳された状態で彼女に襲いかかり、ねじ伏せられてデバイスを外されたことでようやく自我を取り戻すが、その後遺症で記憶喪失状態となってしまう。
アリスによってデバイスを取り外された後は落ち着きを取り戻したが、ショックにより記憶を失っており、かつての仲間であるマイキー、カルロス、LJの名前をアリスが出しても思い出せず、自分の過去も忘れていた。
アリスと共にロサンゼルスに到着し、シタデル刑務所内では兄クリスと再会したが、記憶喪失により兄の姿も覚えていなかった。
美貌の女性ながらにアリスに匹敵する格闘術、銃火器の扱いにも長けた高い戦闘能力を持つ。記憶喪失の状態でも戦闘能力の高さは健在で、自我を失って疲弊した状態でも肉弾戦でアリスを苦しめた。処刑マジニとの戦闘では気を失って倒れたアリスを救い、壁を駆け上がって攻撃をかわし、互角に戦うほどの活躍をみせる。ウェスカーに羽交い締めにされてもナイフで抵抗するなど、状況判断の的確さを示す描写もある。
アルカディアへ到着した時、全てはアンブレラ社による罠だった事を知り、同時に失っていた記憶も回復。囚われたKマート達を助けるためにウェスカーに立ち向かう。しかし、全く歯が立たず、銃弾は全て避けられ、拳は全て受け止められてしまい、一度はウェスカーに投げ飛ばされ実験用カプセルに閉じ込められるも、アリスによって直ぐに救出され、彼女に敗北し蘇生しようとしていたウェスカーにクリスと共にトドメの銃撃を浴びせた。アルカディア号に囚われていた生存者達を救出して甲板へ出た直後、クレアと同じくインプラントデバイス「スカラベ」に洗脳された状態のジル・バレンタイン率いる強襲部隊に襲われる。
本作で中盤から彼女が纏っている衣装は、原作ゲーム『バイオハザード CODE:Veronica』でクレアが着用していた衣装をノースリーブにアレンジしたものとなっている。

### ロサンゼルス/シタデル刑務所の生存者
クリス・レッドフィールド（Chris Redfield）
演：ウェントワース・ミラー
クレアの実兄。ロサンゼルスでのアンデッドの襲撃により緊急出動したアメリカ軍特殊部隊の兵士で、臨時基地となっていたシタデル刑務所に駐屯していたが、知事が囚人の解放令を出したことによって刑務所内の治安が悪化し、暴徒化した囚人に看守と間違えられ、牢屋の中に閉じ込められる。重警備棟の牢屋に閉じ込められたため、その後やってきたルーサーたちに凶悪な殺人者であると勘違いされてしまい、長い間彼らによって監禁されていた。
シタデル刑務所に駐屯していたため、刑務所内部の事情に詳しく、脱出方法を知っていたが、ルーサー達からは牢屋から出してもらう為の方便であると思われ、まともに取り合ってもらえなかった。しかし、刑務所をマジニ・アンデッドが地中から奇襲してきたことにより、刑務所の生存者たちは脱出の算段を立てなくてはならず、アリスの説得もあってしぶしぶ解放されることになった。その際にアリスと同行していた妹のクレアと思いがけない再会を果たすが、洗脳の後遺症で記憶を失っていたクレアに気が付いてもらえなかった。
刑務所からの脱出法として、刑務所に格納されている「都市鎮圧車両（Urban Pacification Vehicle）」の使用を提案するが、エンジンが鎖で雁字搦めにされていて解くのに時間がかかることが判明する。さらに刑務所の入り口ゲートに処刑マジニが現れ、錯乱したベネットがアリスの乗ってきた小型飛行機を強奪したことで脱出方法が無くなってしまったために、危険を伴うがマジニ・アンデッドが掘り進めてきた穴からアリス達と共に脱出することになる。
刑務所を脱出後はアリス達共にアルカディア号に向かい、そこで約束の地アルカディアの真実を目撃し、アルカディア号に乗っていたアンブレラの幹部であるアルバート・ウェスカーと対峙し、戦いを繰り広げる。
超人的な身体能力を持つウェスカーに圧倒されて、一度は身動きが取れなくなったが、アリスの協力により窮地を脱し、最後は妹クレアと共にウェスカーに銃撃を浴びせ続け、ウェスカーを退けた。
原作ゲームシリーズでは、1996年に発売された初代『1』から登場する主人公キャラクターであり、原作ゲームシリーズにおける重要人物であるが、実写映画版シリーズでは四作目からと遅い登場となった。また、実写映画版シリーズに登場する原作ゲームキャラクターの中では、ゲームと映画で同様にS.T.A.R.S.に所属しているジル・バレンタインや、U.B.C.S.に所属しているカルロス・オリヴェイラ達と異なり、原作のバックボーンがあまり踏襲されておらず、原作ゲームと共通しているのは、まっすぐな性格やクレアの兄であるという設定のみである。
本作における彼の衣装は、本作の設定の都合上、原作ゲーム内のクリスの衣装を再現した物ではないが、中盤でクリスが武器庫に訪れて装備を整えた後の各種ベルトの位置や、背中に装備しているマチェットナイフなどは、原作ゲーム『5』のクリスの装備を再現したものとなっている。
また本作における「刑務所に収監されている囚人」、「刑務所からの脱出方法を知っている」等の彼の設定は、クリスを演じたウェントワース・ミラーの代表作『プリズン・ブレイク』シリーズでミラーが演じた主人公の「マイケル・スコフィールド」の設定のオマージュである。
ルーサー・ウェスト（Luther）
演：ボリス・コジョー
ロサンゼルスの刑務所にいた生存者たちのリーダー的存在。バイオハザードが起こる前はNBAのスター選手であり、持ち前のジャンプ力を生かして、アリスとクレアの窮地を救った。アリス達がアルカディアから来た救助ではないことが判明し、多くの生存者たちが落胆する中でもアリスらを快く受け入れ、好意的に接してくれた。また、有名人であることから、アリスも顔を知っていた。
刑務所からの脱出の際にマジニ・アンデッドに襲撃され、生死不明になったが、映画終盤で生存していたことが判明し、次回作にも引き続き登場する。
口癖は自身が宣伝する高級腕時計のキャッチコピーにもなっている「スターパワー（Star Power）」。
ベネット・シンクレア（Bennett）
演：キム・コーツ
ロサンゼルスの刑務所にいた生存者の一人。ルーサーによると元は有名な映画プロデューサーだったが過去の栄光を拭いきれず、刑務所の中でも傲岸不遜な態度をとっているため、ルーサーやクリスタルからは快く思われていない。アリス達がアルカディアから来たのではないことが分かると、落胆し露骨に嫌な顔をする。
刑務所内にマジニ・アンデッドが現れて刑務所から急遽脱出しなければならなくなった際に、脱出の望みである都市鎮圧車両が使えないことが判明すると、錯乱してエンジェルを射殺し、アリスが乗ってきた小型飛行機を強奪して、一人アルカディア号へと向かった。
アルカディア号に到着した後は、ウェスカーに取り入って仲間になり、アリス達の前に立ちはだかり、アリスが油断している隙に、医療用メスをアリスの腕に突き刺すなどしてウェスカーに加勢した。しかしアリス達によって解放されたKマートから不意打ちを食らって気絶する。最後はウェスカーによって、被ったダメージを修復する目的で捕食され死亡した。
キム・ヤン（Kim Yong）
演：ノーマン・ヤン
ロサンゼルスの刑務所にいた生存者の一人の韓国人の男性。世界規模のバイオハザードにより文明社会が崩壊する前はベネットの部下であり、一緒に仕事をしていた。小心者な性格で、文明社会が崩壊した今でもベネットには頭が上がらず、常に二人で行動している。
脱出の望みが絶たれて、錯乱したベネットがエンジェルを殺害し、アリスが乗ってきた小型飛行機を強奪した際に、一緒に飛行機に乗るように誘われたが、飛行機には乗らずに以後はアリス達と行動を共にするようになった。
そして刑務所からの脱出時に、穴の中に入ることを躊躇していた際に、後ろから奇襲を仕掛けてきた処刑マジニによって体を真っ二つに切断されて死亡する。
クリスタル・ウォーターズ（Crystal Waters）
演：ケイシー・バーンフィールド
ロサンゼルスの刑務所にいた生存者の一人。モデルばりの美女。女優としてハリウッドで活躍するつもりでいたが、バイオハザードの発生により願いは叶わなかった。生存者たちの中ではコックを担当している。水泳が得意で水没したエリアの先にある武器庫に向かうためにアリスとクリスに同行したが、水から上がった直後、水中から襲撃してきたマジニ・アンデッドに捕まって死亡する。
エンジェル・オーティス（Angel）
演：セルヒオ・ペリス＝メンチェータ
ロサンゼルスの刑務所にいた生存者の一人。明るく落ち着きのある性格をしており、刑務所ではサブリーダーを務めていた。手先が器用で、生存者達の中では主に技術作業を担当している。
刑務所脱出の混乱のさなかで、錯乱したベネットに銃で撃たれ死亡する。
ウェンデル（Wendell）
演：フルヴィオ・セセラ
ロサンゼルスの刑務所にいた生存者の一人。初老の男性で、刑務所内では主にクリスの監視役を担当していた。
アリスがシャワーを浴びている姿を観察しようとシャワー室に隠れていたが、アリスに見つかり咎められていた最中に、地中から現れたマジニ・アンデッドに奇襲され、穴の中に連れていかれ死亡する。

### アンブレラ社
アルバート・ウェスカー（Albert Wesker）
演：ショーン・ロバーツ
アンブレラの上級幹部で、各支部長達からなる委員会の議長。漆黒のサングラスと、オールバックに撫で付けた金髪が特徴的な男。前作でT-ウイルス研究、およびアリス計画の拠点であったアンブレラ北米支部が壊滅したため、東京の地下要塞を拠点に北米支部の研究を引き継ぎ、指揮を取っていた。
アンブレラ社東京本部を襲撃してきたアリスのクローン達を爆弾によって始末した後は、脱出用のオスプレイの中でオリジナルのアリスにT-ウイルスの中和剤を注射し、アリスの超能力を無力化して殺害しようとしたが、搭乗していたオスプレイが富士山に激突し、行方不明となった。
月日は流れ、アリスはウェスカーがオスプレイの墜落により死亡したと考えていたが、ロサンゼルス沖に停泊していたアルカディア号の中で再び再会を果たす。この際、オスプレイの墜落から生き延びた理由として、事前に体内に注入しておいたT-ウイルスによって、損傷した細胞を回復させたと語る。
T-ウイルスを注入しながらウェスカーがアンデッド化していないのは、アリスと同じくT-ウイルスとの適合を果たした為だが、完全適合者であるアリスとは異なり、ウェスカーの適合は不安定で、新鮮な人間のDNAを摂取し続けなければ安定せず、いずれアンデッド化してしまうという。そのために安全を謳うアルカディア号を餌として生存者達を誘い込み、捕らえた生存者達を冷凍保存カプセルに閉じ込めて保管し、捕食し続けていた。そして、T-ウイルスの完全適合者であるアリスを捕食することが出来れば、アリスと同様にT-ウイルスに完全適合できると考え、アリスを捕食するべくシタデル刑務所に生物兵器の「処刑マジニ」を刺客として送り込むなどの策を講じて、アリスをアルカディア号に誘導した。
ウェスカーの目論見通り、アルカディア号でアリスと再会を果たした後は、彼女が共に連れてきた仲間のクリスとクレアを先に始末するべく、T-ウイルスに感染したドーベルマンの生物兵器「アジュレ」をアリスに仕向けて、自身はクリスとクレアと戦う。その際には人間離れした動きで弾丸の軌道を予測して回避する離れ技を披露し、二人を圧倒して冷凍保存カプセルの中に閉じ込めた。
クリスとクレアを追い詰めた後は、マジニ・アンデッドと同じく、T-ウイルスの変異によって体内に生成された花弁状の嘴のような捕食器官を露出してアリスを捕食しようとするが、事前にアリス達が救出していたKマートの協力もあり、戦況は逆転し、アリスにショットガンを捕食器官に突っ込まれ、ショットガンの弾として使用していた25セント硬貨を口の中で放たれて倒れる。その後、重傷を負いながらも起き上がろうとするが、アリスの手によって復帰したクリスとクレアに大量の銃弾を浴びせられ続けて戦闘不能の状態に陥った。
しかし、それでも絶命しておらず、仲間のベネットを捕食して回復した後、オスプレイに乗ってアルカディア号から脱出し、船に仕掛けた爆弾を起動して、アリス達を爆殺しようと試みるも、事前に爆弾を察知していたアリスの策によって、爆弾がウェスカーの乗るオスプレイに仕掛けられており、自身の起動した爆弾の爆発に飲み込まれた。
前作から登場しているキャラクターであるが、本作では配役がジェイソン・オマラからショーン・ロバーツへと変更されている。
本作で彼が纏う衣装は、アンブレラ社東京本部で登場した際は、原作ゲーム『4』や『UC』で見せていたスーツ姿と同様の衣装で、アルカディア号でアリスと再会した際は、『5』で纏っていたコート姿と同様の衣装で登場する。
一度は死亡したと思われながら、ウイルスによって復帰を果たし、さらに超人的な身体能力を得て戦う等の彼の設定は、原作ゲームシリーズ『1』『CV』『UC』『5』等の設定に準じている。ただし、原作で彼が使用したウイルスはT-ウイルスではなく、別のウイルスだった。またウイルスとの適合が不安定である点も原作『5』に準拠するものだが、原作では専用の安定剤を定期的に接種することで安定化を図っていた。
さらに、本作でアリス、クリス、クレアがアルカディア号でウェスカーと戦いを繰り広げた際の彼のセリフ「You've really become quite an inconvenience for me.」や、サングラスをクリスに投げつけたり、銃弾の軌道を予測して回避する一連のシーンは、原作ゲーム『5』のチャプター「6-3」におけるウェスカー戦前のムービーシーンのほぼ完全な実写再現となっている。
ジル・バレンタイン（Jill Valentine）
演：シエンナ・ギロリー
第二作『バイオハザードII アポカリプス』でアリスと共に行動し、ラクーンシティから生還した美しき元S.T.A.R.S.隊員。
『II』のラストシーンから『III』の冒頭へ至る過程でアリスらとはぐれてしまい『III』には登場しなかった（詳細は『III』の小説版の節を参照）。
本作でエンドクレジットの合間に挿入されたワンシーンで登場し、次回作の展開を示唆する役割を担った。

### その他
Kマート（K-Mart）
演：スペンサー・ロック
前作にも登場した「クレア車団」の一員の美少女。アラスカでアンブレラの人間に拉致されて、アルカディア号の中に冷凍保存されていたが、アリス達が駆け付けたことによって救出され、ウェスカーとの戦いで危機にさらされていたアリスにショットガンを手渡して加勢する等の活躍を見せた。その後の消息は不明。
クローンアリス（Clone Alice）
演：ミラ・ジョヴォヴィッチ
前作『III』で、アリスから採取したデータを用いて、アイザックス博士がアンブレラ北米支部内で大量に製作したアリスのクローン達。本作の冒頭でオリジナルのアリスと共にアンブレラの東京本部を襲撃した。全員がアリスと同等の身体能力を持つうえ、本作ではオリジナルのアリスと同等の超能力を使いこなせるようになっているが、実戦経験は劣る。ウェスカーによる東京本部の爆破により大半のクローンが命を落としてしまった。
第一感染者（J Pop girl）
演：中島美嘉
日本で最初にT-ウイルスに感染し、アンデッドとなった女性。オープニングの東京・渋谷スクランブル交差点のシーンで雨の中、立ち尽くす姿が描かれる。その後、通りかかったサラリーマンに襲いかかり、T-ウイルスを拡散させた。続編でも登場する。感染経路は不明

## 登場クリーチャー
アンデッド/ゾンビ（Undead/Zombie）
T-ウイルスに感染した人々の成れの果て。最も本能的な欲求である「食欲」に突き動かされ、生き残っている人々を次々と襲う。生存者達のいるロサンゼルスのシタデル刑務所の周りに無数に集まっており、処刑マジニによって刑務所の入り口が破壊された後は、刑務所内になだれ込んだ。
マジニ・アンデッド（Majini Undead）
T-ウイルスに感染してから長い時間が経ち、体内に宿すT-ウイルスが経年劣化によって変異を遂げて進化した、アンデッド（ゾンビ）の亜種。「マジニ」とは、スワヒリ語で「悪霊」を意味する。
通常のアンデッドよりも知能が高く、巨大な壁に囲まれた刑務所に、地中の下水道網から穴を掘って侵入して、刑務所内の生存者を奇襲した。これによって頑丈な建物に居れば安全だと考えていた刑務所の生存者達の考えは覆されることになり、刑務所から脱出する算段を立てなくてはならなくなった。
獲物を捕らえる際はT-ウイルスの変異によって体内に生成された花弁状の嘴のような捕食器官を口から露出し、露出した器官で抱きしめるようにして捕らえる。生存者を捕らえてもアンデッドのようにその場で貪らわず、生きて捕らえたまま逃げて行く。アリスがクリスタルを救出できなかったほどに奇襲や不意打ちが上手い。また、鈍重な通常のアンデッドとは異なり、走ることが出来るようになった。
監督のポール・W・S・アンダーソンは、シリーズ4作目を迎える本作の制作にあたり、原作ゲームシリーズでは、ゾンビの動きがシリーズを重ねるにつれて早くなったりして、プレイヤーを飽きさせない作りになっていることを踏まえて、映画シリーズにおけるアンデッド(ゾンビ)にも変化が必要であると考え、新しいゾンビ像を思案していた。
新しいゾンビ像を思案する中で、原作ゲーム『5』が発売され、ゲーム内の最もスタンダードな敵である寄生生物に支配された人間のクリーチャー「マジニ」がプレイヤーを襲う際に、口から寄生生物の花弁状の嘴のような器官が飛び出して噛みついてくる姿を見て、「気味が悪くて恐ろしいが、何故か見入ってしまった」と言い、そこに魅力を感じ、触発されたと語る。そこで映画のアンデッドの変異体の新たな特徴の一つとして、口から花弁状の嘴のような捕食器官を使って襲いかかる設定を取り入れた。
そのため、原作ゲーム『5』のマジニの設定を取り入れたアンデッドの変異体ということで、アンダーソン監督は本クリーチャーのことを『Majini Undead（マジニ・アンデッド）』と呼称している。
処刑マジニ（Axeman）
身長二メートルを超える巨漢のクリーチャー。麻袋を被りエプロンを身に付け、拷問を受けた後のような釘が全身に刺さっており、「斧」と「ハンマー」を合体させた形状の巨大な断頭斧を自在に振り回す。その名の通り処刑人を彷彿とさせる風貌である。
拳銃で頭を撃ち抜いてもビクともしない上に、ショットガンで撃たれてもすぐに復活するなど、遺伝子操作によって全身が強化されている。体は巨大だが走るスピードは速い。
アンブレラ社の衛星システムでアリスの動向を監視していたウェスカーが、アリスがシタデル刑務所にいることを察知したことでウェスカーによって刑務所へ派遣される。刑務所に到着後は入口のゲートを破壊して大量のアンデッド達をなだれ込ませた。
シタデル刑務所内に侵攻後は、シャワー室でマジニ・アンデッドが掘り進めてきた穴から外へ脱出しようとしていたアリス達と遭遇し、巨大な断頭斧でキムを真っ二つに切り刻んだ。更に反撃しようとしたアリスを断頭斧のハンマーに当たる部分で殴りつけて気絶させ、残ったクレアとの一騎打ちとなる。
クレアの素早い身のこなしに翻弄され、ショットガンを至近距離から食らって一度は倒れるが、致命傷には至っておらず、再び動き出して、持っていた断頭斧を投げつけて反撃する。それをクレアが回避した後は、気絶から復帰したアリスによる至近距離から頭部に向けてのショットガン攻撃で、頭部を完全に破壊されて絶命した。
処刑マジニの外観や断頭斧の形状などのデザインは、原作ゲーム『5』のデザインが忠実に再現されているが、原作に登場した個体よりも巨大化している他、重すぎる断頭斧を扱いきれず、引きずり回しながら扱っていた原作に対し、本作では走りながら軽々と振り回している点などが原作と異なっている。
オーディオコメンタリー内のアンダーソン監督の解説によると、原作ゲーム『5』に登場するクリーチャーの中でも特にお気に入りのクリーチャーであり、本作に登場させたかったと語っている。
アジュレ（Adjule）
T-ウイルスに感染してから長い時間が経ち、体内に宿すT-ウイルスが経年劣化によって変異を遂げて進化した、アンデッド化したドーベルマン「ケルベロス」の亜種。「アジュレ（Adjule）」とはスワヒリ語で北アフリカのサハラ砂漠に生息するとされている伝承上の犬（未確認生物）の名前に由来する。
ウェスカーのペットとして飼い慣らされており、ウェスカーに襲われていたクリスとクレアを助けようとしたアリスの前に立ちはだかった。攻撃する際には頭部全体が二つに割れ、割れた頭に生え揃った鋭い牙で噛み付いてくる。
原作ゲームでは、『5』に登場する寄生生物「プラーガ・タイプ2」に寄生された犬のクリーチャーで、本作同様、頭部が真っ二つに割れる姿が印象的なクリーチャー。ただし本作に登場する個体は、原作『5』とは異なり、寄生生物「プラーガ」に寄生されたクリーチャーではなく、T-ウイルスの変異によって生まれた「ケルベロス」の亜種という設定である。このためか、原作では割れた頭部の口腔部分に蠢くプラーガの一部である触手を鞭のようにしならせて攻撃を行っていたが、本作に登場する個体には触手は存在せず、割れた頭で挟み込むような攻撃のみを行う。また、原作に登場する個体の犬種はほとんどが雑種であり、本作のようにドーベルマンを素体としたアジュレは登場しない。
ディスク版特典映像のアンダーソン監督へのインタビュー映像によると、監督は当初、過去の三作で犬型のクリーチャーで描きたいことは描き切っていたため、本作に犬型のクリーチャーは登場させない予定だった。しかし本作のプリプロダクション中に発売された原作ゲーム『5』をプレイした際に、ゲームシリーズでもおなじみの犬型クリーチャーが登場し、初めは「また犬か」とマンネリ感を漏らしたが、直後に犬の頭が真っ二つに割れたことに衝撃を受け、そのデザインに感銘を受けたと語り、急遽本作にも取り入れる運びとなったと説明されている。

## 登場兵器

### ティルトローター機
設計
V-22オスプレイを発展させた設計のティルトローター機である。機体はRAH-６６のようにステルス性能を強く意識した設計である。オスプレイの改良設計のためそれまでの欠陥が本機では改善されており、安定した飛行性能を備えている。
キャビン
キャビンはV-22 オスプレイと異なり機内は機器類が露出しておらず内装の内側に収納されている。
アビオニクス
コックピット計器はタッチパネル液晶ディスプレイが用いられより先進的になっている。
装備
M61・ミサイル・ロケットポッド搭載

## 日本語吹替
| 役名                     | 俳優                           | 日本語吹替                                          | 日本語吹替                                 |
| 役名                     | 俳優                           | 劇場公開版                                          | テレビ朝日版                               |
| ------------------------ | ------------------------------ | --------------------------------------------------- | ------------------------------------------ |
| アリス・アバーナシー     | ミラ・ジョヴォヴィッチ         | 本田貴子                                            | 岡寛恵                                     |
| クローン・アリス         | ミラ・ジョヴォヴィッチ         | 本田貴子                                            | 岡寛恵                                     |
| クレア・レッドフィールド | アリ・ラーター                 | 岡寛恵                                              | 林真里花                                   |
| クリス・レッドフィールド | ウェントワース・ミラー         | 東地宏樹                                            | 東地宏樹                                   |
| Kマート                  | スペンサー・ロック             | 小笠原亜里沙                                        | 弓場沙織                                   |
| ルーサー・ウエスト       | ボリス・コジョー               | 楠大典                                              | 山野井仁                                   |
| アルバート・ウェスカー   | ショーン・ロバーツ             | 立木文彦                                            | 大塚明夫                                   |
| ベネット                 | キム・コーツ                   | 梅津秀行                                            | 中尾隆聖                                   |
| クリスタル               | ケイシー・バーンフィールド     | 小林沙苗                                            | 松井茜                                     |
| エンジェル・オーティス   | セルヒオ・ペリス＝メンチェータ | 奈良徹                                              | 中井和哉                                   |
| キム                     | ノーマン・ヤン                 | 坂本くんぺい                                        | 石井テルユキ                               |
| ウェンデル（ウェンディ） | フルヴィオ・セセラ             | 吉田浩二                                            | 中村浩太郎                                 |
| 第一感染者               | 中島美嘉                       | セリフなし                                          | セリフなし                                 |
| ジル・バレンタイン       | シエンナ・ギロリー             | 湯屋敦子                                            | 岡本麻弥                                   |
| その他                   |                                | 高岡瓶々 那波一寿 高口公介 岡哲也 寺崎貴司 岡林史泰 | 林和良 早志勇紀 ふくまつ進紗 楠見尚己      |
| 日本語版制作スタッフ     |                                |                                                     |                                            |
| 演出                     |                                | 中野洋志                                            | 鍛治谷功                                   |
| 翻訳                     | 太田直子                       | 徐賀世子                                            | 徐賀世子                                   |
| 制作                     |                                | ACクリエイト                                        | ブロードメディア                           |
| 初回放送                 |                                |                                                     | 2012年9月16日 『日曜洋画劇場』 21:00-23:10 |

※2015年12月2日発売の「吹替洋画劇場」シリーズ「吹替洋画劇場『バイオハザードIV アフターライフ』デラックス エディション」Blu-rayには本編ディスクとは別に、テレビ朝日版（約90分）の吹き替え版を収録した特典ディスクが付属している。

## テレビ放映
| 回数 | テレビ局   | 番組名（放送枠名） | 放送日         | 放送時間      | 放送分数 | 視聴率 | 備考 |
| ---- | ---------- | ------------------ | -------------- | ------------- | -------- | ------ | --- |
| １   | テレビ朝日 | 日曜洋画劇場       | 2012年9月16日  | 21:00 - 23:10 | 130分    | 15.7%  | アリスをはじめ続けて登場した人物については、同一の声優陣による吹き替えが施されている。 本編が終了した後には公開中の『バイオハザードV リトリビューション』のハイライトが独占プレミアム映像として放送された。 その前の週（9月9日）に「バイオハザードII アポカリプス」を放送。 |
| ２   | テレビ朝日 | 日曜洋画劇場       | 2013年5月5日   | 21:00 - 23:10 | 130分    | 14.4%  | |
| ３   | テレビ朝日 | 日曜洋画劇場       | 2014年3月30日  | 21:00 - 23:10 | 130分    | 11.8%  | |
| ４   | テレビ朝日 | 日曜洋画劇場       | 2014年10月26日 | 21:00 - 23:10 | 130分    | 12.0%  | |
| ５   | テレビ朝日 | 日曜洋画劇場       | 2016年12月18日 | 21:30 - 23:10 | 100分    | 5.8%   | 「バイオハザード: ザ・ファイナル」公開記念での放送。「日曜洋画劇場」枠においては最後の洋画放映となった。 |
| ６   | テレビ東京 | 午後のロードショー | 2018年3月28日  | 13:50 - 15:55 | 125分    |        | |

- 視聴率はビデオリサーチ調べ、関東地区・世帯・リアルタイム。

## スタッフ
- 監督 - ポール・W・S・アンダーソン
- 製作 - ポール・W・S・アンダーソン、ジェレミー・ボルト、ドン・カーモディ、ベルント・アイヒンガー、サミュエル・ハディダ、ロバート・クルツァー
- 製作総指揮 - ヴィクター・ハディダ、マーティン・モスコウィック
- 脚本 - ポール・W・S・アンダーソン
- 撮影 - グレン・マクファーソン
- 編集 - ニーヴン・ハウィー
- 音楽 - トムアンドアンディ
- 原案 - カプコン『バイオハザード』

## 製作
2005年5月、プロデューサーは『Resident Evil: Afterlife』の題で『III』を製作し、東京及びアラスカを舞台として撮影する可能性について言及した が、結局実現には至らなかった。
2006年9月、ジェンセン・アクレスがレオン・S・ケネディ役で出演するという噂が流れた が、アクレスの代理人がIGNの取材に答える形で噂は事実ではないと否定した。また、2009年カナダのバンクーバーで行なわれたコンベンションにて、本人の口からもオファーを受けていないと否定されている。
2007年10月、ポール・W・S・アンダーソンが本作製作のためにソニーと交渉中であることが報じられ、2008年12月にはスクリプトの執筆を開始した。
6000万ドルの製作費をかけ、2009年9月29日にカナダのトロントで撮影が始まり、同年12月に完了した。本作はジェームズ・キャメロンのアドバイスにより、同監督の映画『アバター』で使われたフュージョンカメラシステムを使用して撮影された。そのため、3D映画としては『アバター』以来となるフル3D作品として制作された。
2009年8月、ソニーは2010年8月27日に本作を公開すると発表したが、同年12月に2011年1月16日まで延期した。さらに2010年1月、公開日を同年9月10日に再変更した。
プリズン・ブレイクで主役を演じたウェントワース・ミラーが今作品でまたも脱出を図る脚本に本人も最初は冗談かと思っていたが、そこにユーモアを感じ出演。また、役が決まるまではクリス・レッドフィールドを知らず、単なる脇役の一人と思っていた。

### 音楽
音楽は前作のチャーリー・クロウザーから代わってトムアンドアンディが手掛ける。サウンドトラック盤は2010年9月7日にアメリカで発売された。予告編や劇中ではA Perfect CircleのThe Outsider(Resident Renholder Mix) が使われたが、未収録。同楽曲は『バイオハザードII アポカリプス』のサウンドトラックに収録されている。
| 全作詞・作曲: トムアンドアンディ。 |                         |                    |                    |      |
| #                                  | タイトル                | 作詞               | 作曲・編曲         | 時間 |
| 1.                                 | 「Tokyo」               | トムアンドアンディ | トムアンドアンディ | 4:32 |
| 2.                                 | 「Umbrella」            | トムアンドアンディ | トムアンドアンディ | 1:20 |
| 3.                                 | 「Damage」              | トムアンドアンディ | トムアンドアンディ | 1:02 |
| 4.                                 | 「Cutting」             | トムアンドアンディ | トムアンドアンディ | 1:12 |
| 5.                                 | 「Twins」               | トムアンドアンディ | トムアンドアンディ | 1:47 |
| 6.                                 | 「Exit」                | トムアンドアンディ | トムアンドアンディ | 0:47 |
| 7.                                 | 「Far」                 | トムアンドアンディ | トムアンドアンディ | 1:07 |
| 8.                                 | 「Flying」              | トムアンドアンディ | トムアンドアンディ | 1:58 |
| 9.                                 | 「Memory」              | トムアンドアンディ | トムアンドアンディ | 3:17 |
| 10.                                | 「Los Angeles」         | トムアンドアンディ | トムアンドアンディ | 2:09 |
| 11.                                | 「Binoculars」          | トムアンドアンディ | トムアンドアンディ | 2:53 |
| 12.                                | 「Prison」              | トムアンドアンディ | トムアンドアンディ | 1:58 |
| 13.                                | 「Discovery」           | トムアンドアンディ | トムアンドアンディ | 1:10 |
| 14.                                | 「Hatchet」             | トムアンドアンディ | トムアンドアンディ | 1:23 |
| 15.                                | 「AxeMan」              | トムアンドアンディ | トムアンドアンディ | 3:07 |
| 16.                                | 「Arcadia」             | トムアンドアンディ | トムアンドアンディ | 4:21 |
| 17.                                | 「Up」                  | トムアンドアンディ | トムアンドアンディ | 1:39 |
| 18.                                | 「Party」               | トムアンドアンディ | トムアンドアンディ | 0:54 |
| 19.                                | 「Promise」             | トムアンドアンディ | トムアンドアンディ | 2:12 |
| 20.                                | 「Resident Evil Suite」 | トムアンドアンディ | トムアンドアンディ | 4:33 |

尚、mp3ダウンロードでは -Deluxe Versionとして下記楽曲が追加されている。
| #   | タイトル                       | 作詞 | 作曲・編曲 | 時間 |
| --- | ------------------------------ | ---- | ---------- | ---- |
| 21. | 「Rooftop」                    |      |            | 2:00 |
| 22. | 「Tokyo (CruciA Remix)」       |      |            | 3:14 |
| 23. | 「Tokyo (Phil Jelley Remix)」  |      |            | 3:18 |
| 24. | 「AxeMan (Hani Remix)」        |      |            | 3:15 |
| 25. | 「AxeMan (Poll a Rock Remix)」 |      |            | 4:31 |

## DVD・Blu-ray
ソニーピクチャーズエンタテインメントより2010年12月22日発売のDVDは2011年1月17日付オリコン週間DVDランキングでも1万2700枚（累積枚数は11万2000枚）を売り上げ発売3週目でDVD総合首位を獲得した。また、Blu-rayも2011年1月10日付オリコン週間ブルーレイ総合ランキングで首位となっている。

## 続編
主演のミラ・ジョヴォヴィッチが『Ⅳ』後は出演しないと公表した為、次作の予定はないと思われたが、新キャストで『バイオハザード ビギンズ』として再始動予定と発表される。
しかし、2010年9月に本作のプロモーションで来日したミラ・ジョヴォヴィッチは「次の世代にバトンタッチするまでは続けます」と続編出演をにおわせる発言をし、ラストシーンもまだ物語が終わっていないことを示唆している。2011年3月にスクリーン・ジェムズからミラ・ジョヴォヴィッチを主役にした『バイオハザードV リトリビューション』を2012年9月14日に劇場公開すると発表された。撮影は2011年10月から開始される運びになった。ロケ地は、トロントと東京。